# Sekundærrute 176
Sekundærrute 176 er en rutenummereret landevej i Syd- og Midtjylland.
Ruten går fra motorvejsfrakørslen Kolding Ø på E45 og E20 via Bredsten og Give til primærrute 13 ved Hampen nord for Nørre Snede.
Rute 176 har en længde på ca. 64 km.